# Die Linkspartei.PDS
Die Linkspartei.PDS – niemiecka partia polityczna powstała w 1990 roku z przekształcenia komunistycznej SED, a potem demokratyczno-socjalistycznej PDS. 16 czerwca 2007 partia zjednoczyła się z WASG w nową partię Die Linke (wcześniej obie partie tworzyły wspólny komitet wyborczy pod tą nazwą).

## Historia
Początkowo występowała pod nazwą SED-PDS. Jej przewodniczącym został znany adwokat broniący opozycjonistów w procesach politycznych, syn słynnego dygnitarza NRD – Gregor Gysi. W pierwszych wolnych wyborach do Izby Ludowej NRD w marcu 1990 uzyskała niecałe 17% poparcia i przeszła do opozycji wobec rządu Lothara de Maizière. Od 1990 roku reprezentowana była w Bundestagu (od 1994 roku jako regularny klub parlamentarny). Sytuowała się na lewo od SPD i Zielonych. Zrzeszała w swoich szeregach nie tylko tęskniących za czasami NRD – byłych członków SED (chociaż to większość członków), ale także antyglobalistów, pacyfistów, mniejszości seksualne oraz ludzi kontestujących system społeczny początku XXI w. w Niemczech. W zachodniej części kraju nie zdobyła jednak popularności. Przez długi czas bojkotowana przez tradycyjne partie niemieckie (słynna kampania CDU nt. czerwonych skarpetek), oskarżana o obłudę i zakłamanie. Nigdy do końca nie potępiła zbrodni popełnionych przez polityków SED. W latach 1990–2000 przewodniczącym partii był Gregor Gysi, 2000-2003 Gabriele Zimmer, ostatnim przewodniczącym przed zjednoczeniem był Lothar Bisky. Zmiana nazwy na Linkspartei wiązała się ze wpisaniem na listy wyborcze partii wielu lewicowych polityków, którzy opuścili SPD (m.in. Oskara Lafontaine’a), zniechęconych liberalnymi reformami kanclerza Schrödera i nastąpiła wobec przygotowań do zjednoczenia niemieckich partii socjalistycznych.
Partia współrządziła w dwóch z niemieckich krajów związkowych: Meklemburgii-Pomorzu Przednim i Berlinie. W 2002 wprowadziła do Bundestagu tylko dwie posłanki, odtąd notowała znaczny spadek popularności. W sondażach wyborczych przed wyborami w 2005 stała się jednak potencjalną trzecią siłą polityczną, po CDU/CSU i SPD. W wyborach parlamentarnych 18 września 2005 zdobyła czwarte miejsce, w dwóch okręgach (dzielnicach Berlina) była pierwsza.